# Cobeta
Cobeta – gmina w Hiszpanii, w prowincji Guadalajara, w Kastylii-La Mancha, o powierzchni 43,59 km². W 2011 roku gmina liczyła 123 mieszkańców.